# تودوموندو
تودوموندو (به انگلیسی: Todomondo) گروه موسیقی رومانیایی است.
آن ها در مسابقه آواز یوروویژن ۲۰۰۷ نماینده رومانی بودند.